# بطولة الصداقة الدولية للسيدات 2023 (الخبر)
بطولة الصداقة الدولية للسيدات 2023 (الخبر)، 2023 SAFF Women's International Friendly Tournament (Khobar)- وتسمى أيضًا بطولة كأس آسيا الودية الدولية للسيدات 2023، وهي النسخة الأولى من بطولة كأس آسيا الودية الدولية للسيدات، وهي بطولة كرة قدم نسائية أقيمت في المملكة العربية السعودية في الفترة من 11 إلى 19 يناير 2023م. تشكلت البطولة من مباراة واحدة بنظام الدوري من دور واحد. وقد شاركت فيها أربعة فرق وهي جزر القمر، وموريشيوس، وباكستان والمملكة العربية السعودية المضيفة.    

## الشكل
لعبت الفرق الأربعة المدعوة بطولة من دور واحد. وتم منح النقاط للفرق المشاركة في مرحلة المجموعات وفقًا للتالي: ثلاث نقاط للفوز، ونقطة واحدة في حالة التعادل، وصفر نقطة للخسارة. وفي حالة تعادل فريقين في النقاط، سيتم تطبيق قواعد كسر التعادل حسب ترتيب فارق الأهداف، والأهداف المسجلة، ونتيجة المواجهات المباشرة، ونتيجة اللعب النظيف بناءً على عدد البطاقات الصفراء والحمراء.

## المكان
يقع الملعب الذي اختاره الاتحاد السعودي لكرة القدم لاستضافة بطولة الصداقة الدولية للسيدات 2023م في مدينة الخبر بالمنطقة الشرقية.
| الخبر                    |
| ------------------------ |
| ملعب الأمير سعود بن جلوي |
| السعة: 15,000            |
|                          |
|                          |

## الفرق
وقد شاركت في البطولة الفرق الأربعة التالية:
| فريق      | الاتحاد                     | الظهور | تصنيف الفيفا (ديسمبر 2022) |
| --------- | --------------------------- | ------ | -------------------------- |
| جزر القمر | الاتحاد الإفريقي لكرة القدم | الأول  | 182                        |
| موريشيوس  | الاتحاد الإفريقي لكرة القدم | الأول  | 187                        |
| باكستان   | الاتحاد الآسيوي لكرة القدم  | الأول  | 160                        |
| السعودية  | الاتحاد الآسيوي لكرة القدم  | الأول  |                            |

## حكام المباراة
تم تعيين الحكام التاليين من قبل الاتحاد السعودي لكرة القدم لإدارة البطولة:
الحكام 
- شاهندة سعد على المغربي
- عنود الأسمري
- ايديتا ميرابيدوفا

الحكام المساعدون
- يارا عبد الفتاح
- هبة سعدية
- كريستينا سيريدا

## الترتيب
| م      | الفريق       | لعب | ف | ت | خ | أ.له | أ.ع | أ.ف | نقاط |
| ------ | ------------ | --- | - | - | - | ---- | --- | --- | ---- |
| الأول  | السعودية (H) | 3   | 2 | 1 | 0 | 4    | 1   | +3  | 7    |
| الثاني | باكستان      | 3   | 1 | 1 | 1 | 3    | 3   | 0   | 4    |
| الثالث | موريشيوس     | 3   | 1 | 0 | 2 | 3    | 4   | −1  | 3    |
| 4      | جزر القمر    | 3   | 1 | 0 | 2 | 2    | 4   | −2  | 3    |

## نتائج
جميع الأوقات محلية، SAST ( UTC+3:00 ).
| باكستان     | 1–0   | جزر القمر |
| ----------- | ----- | --------- |
| - انمول 89' | تقرير |           |

| السعودية              | 1–0   | موريشيوس |
| --------------------- | ----- | -------- |
| - التميمي 44' (ركلة.) | تقرير |          |

| موريشيوس                | 2–1   | باكستان     |
| ----------------------- | ----- | ----------- |
| - جيمالا 4' - جوبال 64' | تقرير | - م. خان 9' |

| جزر القمر | 0–2   | السعودية                      |
| --------- | ----- | ----------------------------- |
|           | تقرير | - إبراهيم 35' - أبو لبن 90+1' |

| جزر القمر               | 2–1   | موريشيوس      |
| ----------------------- | ----- | ------------- |
| - حضريرامي علي 19'، 31' | تقرير | - فيرلوبي 63' |

| السعودية  | 1–1   | باكستان    |
| --------- | ----- | ---------- |
| مبارك 28' | تقرير | م. خان 64' |

## إحصائيات

### هدافو الأهداف
آخر تحديث 15 January 2023
.
عدد الأهداف المُسجلة  7 هدفًا  في 4 مباراة، بمتوسط 1.75 هدفًا في المباراة الواحدة.
هدف
- بروكلين جيمالا
- جولي جوبال
- انمول هيرا
- ماريا خان
- مريم التميمي
- نورا إبراهيم
- داليا أبو لبن

مصدر: SAFF

### تأديب
في البطولة، سيتم إيقاف اللاعبة عن المباراة التالية في المسابقة بسبب حصولها على البطاقة الحمراء أو حصولها على بطاقتين صفراوين في مباراتين مختلفتين.

## التغطية الإعلامية
| القنوات الناقلة لبطولة جنوب أفريقيا الودية الدولية للسيدات 2023 في الدول المشاركة | القنوات الناقلة لبطولة جنوب أفريقيا الودية الدولية للسيدات 2023 في الدول المشاركة | القنوات الناقلة لبطولة جنوب أفريقيا الودية الدولية للسيدات 2023 في الدول المشاركة | القنوات الناقلة لبطولة جنوب أفريقيا الودية الدولية للسيدات 2023 في الدول المشاركة | القنوات الناقلة لبطولة جنوب أفريقيا الودية الدولية للسيدات 2023 في الدول المشاركة |
| دولة                                                                              | شبكة البث                                                                         | تلفزيون                                                                           | راديو                                                                             | البث المباشر                                                                      |
| --------------------------------------------------------------------------------- | --------------------------------------------------------------------------------- | --------------------------------------------------------------------------------- | --------------------------------------------------------------------------------- | --------------------------------------------------------------------------------- |
| السعودية                                                                          | مركز خدمات الأمن                                                                  | إس إس سي سبورت                                                                    | —                                                                                 | إس إس سي سبورت 1                                                                  |
| القنوات الناقلة الدولية لبطولة جنوب أفريقيا الودية الدولية للسيدات 2023           |                                                                                   |                                                                                   |                                                                                   |                                                                                   |
| بقية العالم                                                                       | أحد عشر رياضة                                                                     | —                                                                                 | —                                                                                 | بطولة جنوب أفريقيا الودية الدولية للسيدات 2023                                    |
| بقية العالم                                                                       | فيفا+                                                                             | —                                                                                 | —                                                                                 | بطولة جنوب أفريقيا الودية الدولية للسيدات 2023                                    |

## روابط خارجية
- الموقع الرسمي باللغة الإنجليزية
- الموقع الرسمي باللغة العربية